# Long Yun
Long Yun (en chino tradicional, 龍雲; en chino simplificado, 龙云; pinyin, Lóng Yún; Wade-Giles, Lung Yun; 27 de noviembre de 1884 - 27 de junio de 1962) fue el gobernador y señor de la guerra de la provincia china de Yunnan desde 1927 hasta octubre de 1945, cuando fue derrocado por un golpe de Estado (conocido como el "Incidente de Kunming") perpetrado por Du Yuming bajo órdenes directas de Chiang Kai-shek.

## Primeros años
Long Yun fue un general chino y gobernador de la provincia de Yunnan. Pertenecía a la etnia Yi. Era primo del también general Lu Han.
Long Yun participó en la lucha anti-Qing en sus años de juventud. Se unió al ejército del señor de la guerra local en 1911 y fue promovido gradualmente hasta alcanzar rangos superiores. Sirvió en el Ejército de Yunnan del general Tang Jiyao durante varios años, hasta febrero de 1927, cuando, junto a Hu Ruoyu, derrocó a Tang mediante un golpe de Estado. Poco después de eso, se convirtió en el Jefe del 38vo Ejército del Ejército Nacional Revolucionario, siendo al mismo tiempo gobernador de Yunnan durante más de una década.

## Gobernador de Yunnan
Tras el importante golpe que derrocó al general Tang Jiyao, Long Yun se convirtió en el nuevo gobernador de Yunnan, sirviendo en el cargo en el período 1928-1945. Ya en el poder, se propuso impulsar la construcción de un nuevo Yunnan. Llevó a cabo importantes reformas en los aspectos político, militar, económico, cultural y educacional dentro de la provincia. Durante este período, Yunnan era social y políticamente estable, además de contar con una fuerte democracia. Logró consolidar y reorganizar la economía, expandió el uso del papel moneda en la región y reorganizó los impuestos. Priorizó las exportaciones textiles, al mismo tiempo que reorganizó y desarrolló la producción de estaño, tungsteno, antimonio, cobre, sal, carbón y otros recursos. Otro de sus proyectos más importantes fue el desarrollo de las infraestructuras, las cuales eran muy pobres en Yunnan. Para mejorar dichas condiciones, Long Yun estableció una empresa de transporte, la cual construyó la Autopista Yunnan-Birmania, la Carretera de Diankang, la Carretera Occidental Sichuan-Yunnan, la Carretera Yunnan-Sichuan, la Autopista Yunnan-Guangxi y la Autopista de Diankang. También prestó mucha atención a la agricultura de Yunnan. Implementó medidas agrícolas y reformó los impuestos sobre la tierra. Trabajó para expandir los cultivos de grano, reducir la evasión fiscal y alcanzar la autosuficiencia alimentaria de todos los campesinos. Debido a todas las reformas de Long Yun, Kunming, la capital de Yunnan, era comúnmente conocida como una "fortaleza democrática".

## Segunda guerra sino-japonesa
Long Yun fue nombrado comandante en jefe del 1er Grupo de Ejército, luchando contra la invasión japonesa en su provincia. 
La segunda guerra sino-japonesa (1937–45) trajo progreso y modernización a Yunnan, pues el gobierno nacionalista desarrolló la provincia como base de guerra contra los japoneses. Muchas fábricas, universidades y agencias del gobierno fueron trasplantadas ahí desde las regiones costeras, junto con mano de obra nueva, capitales y muchas ideas que desarrollaron la provincia. Se establecieron industrias y se realizaron esfuerzos por parte del gobierno para desarrollar los recursos de la región. La Carretera de Birmania hizo de Yunnan el corredor a través del cual pasaban todos los recursos a las bases aliadas en todas las regiones de China, y Kunming se transformó en una base fundamental de la Fuerza Aérea de Estados Unidos. Un importante avance del Ejército Japonés por el río Salween, en 1942, fue detenida en Huitongqiao, cerca de Tengchong, lo cual demuestra el papel vital que jugó Yunnan en la defensa del país.

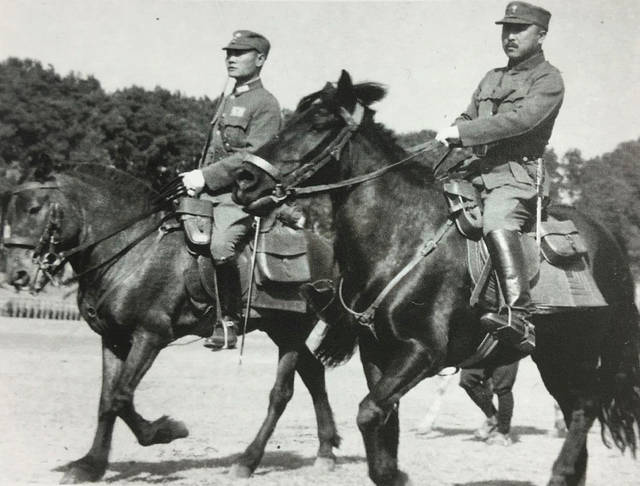
El general Wei Lihuang (derecha) y el general Long Yun (izquierda) inspeccionando a las tropas de la Fuerza Expedicionaria China en marzo de 1944.

Dicha campaña involucró tropas chinas, asistidas por fuerzas estadounidenses, cruzando el río Salween, el 11 de mayo de 1944 para expulsar las fiuerzas japonesas fuera de Yunnan hacia el norte de Birmania. El 11 de mayo alrededor de 40,000 soldados de la Fuerza Expedicionaria China cruzaron el Salween, siendo seguidos posteriormente por otros 60,000. Entre 17,000 y 19,000 chinos y 15,000 japoneses murieron el la batalla. Murieron más chinos porque los japoneses tuvieron tiempo de preparar sus fortificaciones al sur del río.

## Posguerra
Inmediatamente después de la guerra, el Generalísimo Chiang Kai-shek actuó contra Long Yun. Cuando Chiang se retiró al oeste de China, se vio forzado a internarse en un área que apenas se encontraba bajo su control y a la cual apenas había llegado la revolución nacionalista que derrocó a la Dinastía Qing. Dos de las principales provincias de China occidental, Szechwan (pob.: 60 millones) y Yunnan (pob.: 11 millones), se encontraban dominadas por señores de la guerra a la vieja usanza. En 1941, Chiang depuso al señor de la guerra de Szechwan, sustituyéndolo por un gobernador honesto y progresista. Cuando le llegó el turno a Long Yun en 1945, este fue tomado por sorpresa: obedeció, por patriotismo, las órdenes de Chiang, y una buena parte de su ejército privado de más de 100,000 hombres había marchado muy lejos, hacia Indochina.
Antes de esto, Long Yun recibió una oferta de trabajo en Chungking, pero la rechazó. Y así, la ausencia de la mayor parte de sus tropas, propició su deposición del cargo. En la noche del 5 de octubre de 1945 ("El Incidente de Kunming"), se escucharon disparos de rifles en Kunming y a la mañana siguiente muchos cuerpos yacían en la Puerta Sur. La batalla continuó durante cuatro días, mientras los soldados de Chiang Kai-shek asaltaban el lugar. Sólo algunas compañías de las tropas de Long Yun resistieron un poco; el señor de la guerra no tuvo ninguna oportunidad.
Al cuarto día, el primer ministro T. V. Soong voló desde Chungking. Él y el comandante en jefe, el general Ho Ying-chin, se entrevistaron por la mañana con el general Long y esa misma tarde lo escoltaron por aire hasta Chungking. El general Lu Han, antiguo edecán de Long, tomó control del gobierno de Yunnan para el Generalísimo Chiang Kai-shek.
Tras ser removido de su cargo de 18 años hacia un puesto sin importancia en Chungking, Long Yun escapó a Hong Kong a fines de 1948 y se unió al Comité Revolucionario del Kuomintang (KMT-RC), una organización KMT anti-Chiang Kai-shek. En agosto de 1949 declaró su ruptura con Chiang junto a Huang Shaohong, en Hong Kong. El KMT-RC terminó convirtiéndose en el mayor partido "democrático-burgués" aliado al Partido Comunista, tras la fundación de la República Popular China.

## Regreso a Beijing
Long Yun regresó a Yunnan en 1950, tras el establecimiento de la República Popular China. Los comunistas actuaron con él bajo el principio de "el enemigo de mi enemigo es mi amigo." Long Yun no solamente fue restaurado como Gobernador sino que además fue premiado con varias posiciones elevadas, tales como miembro de la Conferencia Consultiva Política del Pueblo Chino y del Comité Permanente del Congreso Nacional del Pueblo. También se convirtió en vicepresidente del Comité de Defensa Nacional y vicepresidente del Consejo Administrativo de China Sudoccidental.
En 1956, visitó varios países de Europa del Este, como la Unión Soviética, Rumanía, Checoslovaquia, Yugoslavia y otros.

## Movimiento Antiderechista
Posteriormente, durante el Movimiento Antiderechista, Long Yun fue acusado de derechista debido a su crítica a la política exterior china. Sostenía que si el nivel de vida en la Unión Soviética era tan elevado que muchos obreros podían comprarse un auto, entonces la responsibilidad de brindar ayuda a otras naciones debía reacaer en la Unión Soviética y no en China, ya que la economía china se encontraba mucho menos avanzada y todavía se hallaba en proceso de recuperarse de las guerras pasadas.
Long Yun se negó a cambiar sus opiniones y se quejó abiertamente del tratamiento que recibió por decir la verdad.  
Finalmente, el día siguiente a su muerte en junio de 1962, el gobierno chino formalmente declaró que no era un derechista y que, por tanto, quedaba parcialmente "rehabilitado". En julio de 1980, casi dos décadas después de su muerte, Long Yun fue plenamente "rehabilitado", de acuerdo con la política del gobierno chino de admitir que el Movimiento Antiderechista estaba equivocado.

### Citas
1. ↑  Paul Preston; Michael Partridge; Antony Best. British documents on foreign affairs: reports and papers from the Foreign Office confidential print. From 1946 through 1950. Asia, Volume 2. University Publications of America. p. 63. ISBN 1-55655-768-X. Consultado el 5 de junio de 2011.
2. ↑  Office of the People's Government of Yunnan Province, Long Yun, archivado desde el original el 13 de septiembre de 2013, consultado el 23 de junio de 2019.
3. ↑  Hsiao-ting Lin (2006). Tibet and nationalist China's frontier: intrigues and ethnopolitics, 1928-49. UBC Press. p. 23. ISBN 0-7748-1301-6. Archivado desde el original el 13 de mayo de 2011. Consultado el 28 de junio de 2010.
4. ↑  Helen Rees (2000). Echoes of history: Naxi music in modern China. Oxford University Press US. p. 14. ISBN 0-19-512950-4. Consultado el 28 de junio de 2010.
5. ↑  Paul Preston; Michael Partridge; Antony Best. British documents on foreign affairs: reports and papers from the Foreign Office confidential print. From 1946-1950. Asia, Volume 2. University Publications of America. p. 63. ISBN 1-55655-768-X. Consultado el 5 de junio de 2011.
6. ↑  Hugh Dyson Walker (November 2012). East Asia: A New History. AuthorHouse. pp. 621-. ISBN 978-1-4772-6516-1.
7. ↑  Office of the People' s Government of Yunnan Province, Long Yun, archivado desde el original el 13 de septiembre de 2013, consultado el 23 de junio de 2019.
8. ↑  Baidu Encyclopedia, Long Yun.
9. ↑  Who's Who In Communist China, Union Research Institute Hong Kong, 1966
10. ↑  Roderick MacFarquhar (26 de junio de 1987). The Cambridge History of China: Volume 14, The People's Republic, Part 1, The Emergence of Revolutionary China, 1949-1965. Cambridge University Press. pp. 277-. ISBN 978-0-521-24336-0.